# Horst Prinzbach
Horst Prinzbach (* 20. Juli 1931 in Haslach im Kinzigtal; † 18. September 2012 in Freiburg im Breisgau) war ein deutscher Chemiker und Hochschulprofessor.

## Wissenschaftliche Laufbahn
Prinzbach studierte an der Universität Freiburg Chemie und wurde bei Arthur Lüttringhaus promoviert. Danach setzte er seine Studien an der Yale University bei William von Eggers Doering fort. Er habilitierte sich 1962 an der Universität Freiburg mit dem Thema „Sesquifulvalen – ein Beitrag zur Chemie der ‚Nicht-benzoiden Aromaten‘“. Prinzbach erhielt 1965 einen Ruf auf einen Lehrstuhl für Organische Chemie an der Universität Lausanne. 1969 wurde er als Ordinarius für Organische Chemie an die Albert-Ludwigs-Universität Freiburg berufen.

## Hauptforschungsgebiete

Dodecahedran

Pagodan

Organische Chemie, Photochemie mit ungewöhnlichen Chromophoren, Synthese neuartiger Carba-/Hetera-Käfigsysteme, Radikalkationen, Dikationen, Totalsynthese von Aminoglycosid-Antibiotika, Enzyme in der organischen Synthese.

Aus der Vielzahl der Forschungsthemen ragt die Pagodan-Route zur Synthese von Dodecahedran heraus, in deren Zuge das Phänomen der σ-Bishomoaromatizität als ein Extremfall der Chemischen Bindung entdeckt und studiert wurde. Endpunkt der langjährigen Arbeiten zur Chemie des Dodecahedrans war die Darstellung und Charakterisierung von C20-Fulleren in der Gasphase ausgehend von hochbromierten Dodecahedran-Abkömmlingen.

## Ehrungen
- Adolf-von-Baeyer-Denkmünze der Gesellschaft Deutscher Chemiker (1989)
- Ehrenbürger der Stadt Haslach im Kinzigtal

## Prinzbach-Kulturstiftung
Horst Prinzbach hat mit seiner „Prinzbach-Kulturstiftung“ die Einrichtung des „Hauses der Musik“ in seiner Heimatstadt Haslach möglich gemacht. Im „Haus der Musik“ haben die Musikschule Offenburg/Ortenau (Zweigstelle Haslach) und die Stadtkapelle Haslach ihre Unterrichts- und Proberäume. Zudem ist es Veranstaltungsort für Konzerte mit regionalen Ensembles und Bands unterschiedlicher musikalischer Stilrichtungen.